# Breaza (Buzău)
Pour les articles homonymes, voir Breaza.
Breaza est une commune du județ de Buzău en Roumanie.